# Донато Венециано

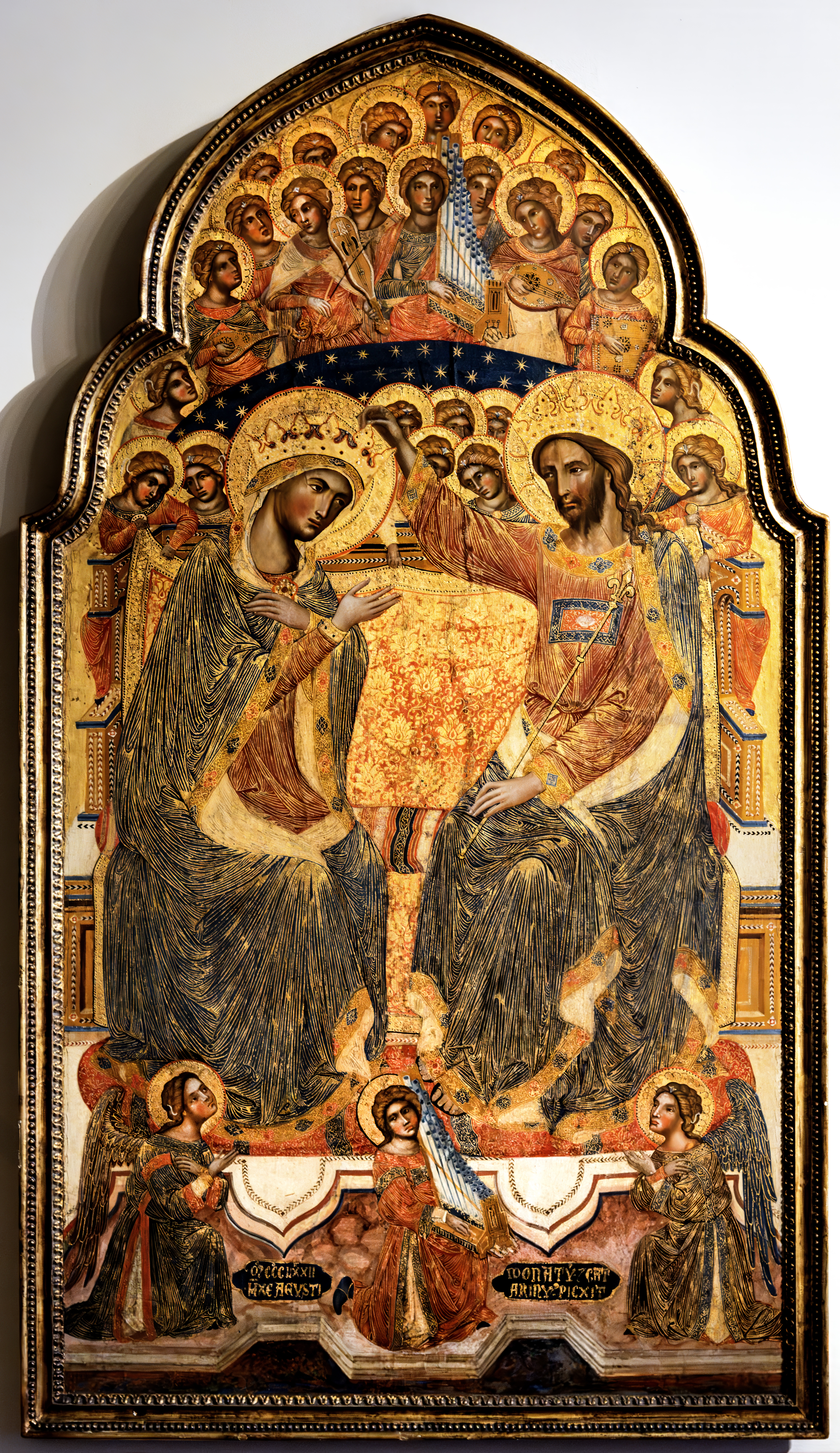
Донато и Катарино. Коронование Марии. Галерея Кверини Стампалья, Венеция.

Донато Венециано (также Донато; итал. Donato Veneziano; работал во второй половине XIV века) — итальянский художник.

## Биография
Даты рождения и смерти живописца, а также его отчество, заменявшее в XIV веке фамилию, неизвестны; имя Донато упоминается в нескольких архивных документах. Первый раз он фигурирует в документе от 1344 года как прихожанин церкви Св. Луки. Но поскольку в иных документах Донато упоминается как прихожанин церкви Св. Видаля, возникло предположение, что в Венеции одновременно жили два Донато-художника. Церковь Св. Луки была построена в 1353 году; в конце концов исследователи решили, что, несмотря на это, ничто не мешало художнику быть прихожанином церкви Св. Видаля в 1344, 1367 и 1386 годах.
Документы проливают свет на его взаимоотношения с другими венецианскими живописцами того времени. В 1353 году он и художник Никколо Семитеколо фигурируют в роли свидетелей в завещании, составленном Лючией ди Скутари Николетто. В 1367 году он совместно с Катарино ди Марко получил 100 дукатов за работы в венецианской церкви Сант Аньезе (в документе упоминается расписной крест, заказанный Николеттой, вдовой Марко Беренго; крест не дошёл до наших дней). В 1371 году Донато упоминается среди членов братства Скуола гранде ди Санта Мария дель Карита (под той же датой там упоминаются художники Якобелло (вероятно, Якобелло Альбереньо) и некий Марко. В августе 1372 года, вновь вместе в Катарино, Донато написал большую икону «Коронование Марии» (ныне в галерее Кверини Стампалья, Венеция). В 1374 и 1382 году имя Донато появляется в двух завещаниях, сделанных соответственно Марией, вдовой Марино ди Каналь, и Орсой Бальби. В 1386 году совместно с Катарино и Пьетро ди Никола художник был приглашён в доминиканский монастырь г. Задара для росписи большого креста и изготовления двух алтарей. Имя Донато в последний раз упоминается 11 августа 1388 года в завещании его вдовы Маргериты.
Сохранилось только одно произведение, на котором есть его подпись — «Коронование Марии», где в нижней части возле подножья трона можно прочитать: MCCCLXXII/ MXE AUGUSTI DONATUS.CAT/ARINUS. PICXIT (август 1372 г. написали Донато и Катарино). Картина служила центром полиптиха, остальные части которого ныне утрачены.
Исследователи считают, что художественным навыкам и живописной культуре Донато обучался в мастерской Паоло Венециано, ведущего венецианского художника первой половины XIV века. Поскольку существует только одно бесспорно принадлежащее Донато произведение, реконструкция его творчества представляет трудно решаемую проблему. Серьёзная трудность заключалась уже в самой возможности отделить руку одного художника от руки другого в рамках единственной достоверной картины. Один из первых исследователей его творчества, Лионелло Вентури, обратил внимание на то, что как на картине, так и в документах имя Донато стоит впереди имени Катарино, в связи с чем сделал предположение, что это является свидетельством ведущей роли Донато в совместных работах, и что единственная подписанная им картина в большей своей части написана его рукой. Его гипотеза была принята всеми позднейшими специалистами. Другой крупный знаток венецианской живописи Родолфо Паллуккини считал, что Катарино был учеником и помощником Донато по меньшей мере до 1372 года. В дальнейших проектах они, по всей вероятности, участвовали уже на равных.
«Коронование Марии» (137×77 см; 1372 г., Галерея Кверини Стампалья, Венеция) выдержано в византийском консервативном духе. На ней изображено торжественное коронование Богородицы Иисусом Христом, происходящее на горнем престоле в окружении множества ангелов, играющих небесную музыку. В изготовлении иконы обильно использовано золото, особенно кропотливо отделаны складки одежд. Исследователи отмечают, что вопреки установленной Паоло Венециано манере изображать складки одежд краской, Донато возвратился к более традиционной для иконописи технике наложения золота — ассисту. Некоторый отход от консервативного «академизма» этой картины эксперты видят в изображении ангелов у подножья трона, в которых ощущается стремление к более реалистическому отображению, уводящему от византийской традиции. Считают, что их написал Катарино, в творчестве которого угадывается некоторое влияние Лоренцо Венециано и готики. Ангелы, написанные в верхней части иконы, как и сама сцена коронования, по мнению искусствоведов, принадлежат руке Донато.
Кроме «Коронования Марии», совместной работе Донато и Катарино приписывают:
- Иоанн Богослов, панель полиптиха; Базилика Мадонна дель Монте, Чезена
- Четыре панели от полиптиха, происходящего из церкви Вознесения Марии города Добрна: Св. Пётр, Св. Павел, Иоанн Креститель, Иоанн Богослов (все — в Национальном музее, Любляна)
- Мадонна с младенцем (Музей искусства, Аллентаун)
- Три панели полиптиха с полуфигурами святых: Св. Мария Магдалина, Св. Урсула, и Неидентифицированный святой-мученик (местонахождение всех работ неизвестно)
- Св. Донато (аукцион Сотбис)